# Любоцьке
Любоцьке (пол. Lubockie) — село в Польщі, у гміні Кохановиці Люблінецького повіту Сілезького воєводства.
Населення — 571 особа (2011).
У 1975-1998 роках село належало до Ченстоховського воєводства.

## Демографія
Демографічна структура станом на 31 березня 2011 року:
|          | Загалом | Допрацездатний вік | Працездатний вік | Постпрацездатний вік |
| -------- | ------- | ------------------ | ---------------- | -------------------- |
| Чоловіки | 288     | 51                 | 207              | 30                   |
| Жінки    | 283     | 54                 | 170              | 59                   |
| Разом    | 571     | 105                | 377              | 89                   |